# ジョナサン・ベンダー
ジョナサン・ベンダー（Jonathan Rene Bender、1981年1月30日 - ）はミシシッピ州ピカユーン出身のバスケットボール選手。NBAのインディアナ・ペイサーズ、ニューヨーク・ニックスで10シーズンプレーした。身長213cm、体重104kg。ポジションはフォワード。従兄弟に同じくNBA選手のモリス・ピーターソンがいる。

## 経歴
地元ピカユーンの高校卒業後、大学へ進学せずに1999年のNBAドラフトによってトロント・ラプターズから全体5位指名を受けた。こうして高卒選手となったベンダーは、シーズン前にアントニオ・デイビスとのトレードによってペイサーズへ移籍した。高校時代にはマクドナルド・オール・アメリカンに選出されるなど、卓越した身体能力の持ち主としてラリー・バードら首脳陣から高い評価を受けたが、持続的な膝の故障によって出場試合が限られた選手生活を送ることになった。
1999年12月10日のクリーブランド・キャバリアーズ戦では10得点、13リバウンドをあげて高卒ドラフト選手として初のダブルダブルを達成した。
2001年にはスラムダンクコンテストに出場し、利き手とは逆の手でレーンアップを成功させたが1回戦で敗退した。2001-02シーズンには78試合に出場したが、翌シーズンから故障による欠場が目立ち、2002-03シーズンは46試合、2003-04シーズンは21試合、2004-05シーズンは7試合、2005-06シーズンは2試合の出場にとどまった。
2001-02シーズン終了後、ベンダーは4年間2850万ドルの契約を結んだ。
2005年6月のスポーツ・イラストレイテッドでは期待はずれのドラフト指名選手の11位に選ばれている。2005-06シーズン途中の2006年2月4日に引退を表明、契約満了により、正式に引退が確定したのは同年6月4日のことである。
引退して3年半が経った2009年12月13日、ニューヨーク・ニックスがベンダーとの契約を発表した。元ペイサーズのGMでありニックスのGMであるドニー・ウォルシュは「ベンダーがNBAに戻ってきて嬉しい」とコメントした。

### 現役引退後
現役引退後、ベンダーはミシシッピ州の貧しい家庭を支援するチャリティを行っている。

## プレースタイル
7フッターの選手ながらスリーポイントが打て、シューティングガードからパワーフォワードまで兼任できる。また、身体能力の高く練習でダブルダンクを成功させた事があり、オフェンス面において素質は認められるところではあった。しかし、長期にわたる右膝の故障によって一時期引退を強いられていた。